# Francisco Arredondo Mendoza
Francisco Alfredo Arredondo Mendoza (Ciudad de Guatemala, 5 de diciembre de 1949) es un médico, académico y político guatemalteco que se desempeñó brevemente como ministro de Salud Pública y Asistencia Social del 14 de enero al 10 de abril de 2012 durante el gobierno del presidente Otto Pérez Molina.
Arredondo fue candidato presidencial en las elecciones generales de 2023 por el partido Compromiso, Renovación y Orden (CREO).

## Biografía
Arredondo es médico y cirujano egresado de la Universidad de San Carlos de Guatemala, se graduó en 1975. Inicialmente comenzó a trabajar en el Hospital Roosevelt ubicado en la ciudad de Guatemala. Sin embargo, en este período se interesó en la radiología y tomó la decisión de estudiar dicha rama médica en Estados Unidos. Retornó a Guatemala en 1980, y abrió el primer programa de radiología en Guatemala.
Fue candidato presidencial por la Unión Nacional en las elecciones generales de 2003, quedó en penúltimo lugar con el 0,4% de los votos.
Fue nombrado ministro de Salud Pública y Asistencia Social por el presidente Otto Pérez Molina en enero de 2012. Arredondo renunció al cargo en abril de ese mismo año, citando «problemas de salud», aunque se especuló que el verdadero motivo de la salida de Arredondo fue que se negó a contratar a allegados al entonces gobernante Pérez Molina.
Arredondo fue mencionado como posible candidato presidencial en las elecciones generales de 2015, 2019 y 2023.
Arredondo fue proclamado como candidato presidencial por el partido de centroderecha Compromiso, Renovación y Orden (CREO) para las elecciones generales de 2023. Su candidato a la vicepresidencia era Francisco Bermúdez Amado, ex ministro de la Defensa Nacional de 2005 a 2006 durante el gobierno de Óscar Berger.